# Сім'я Флори

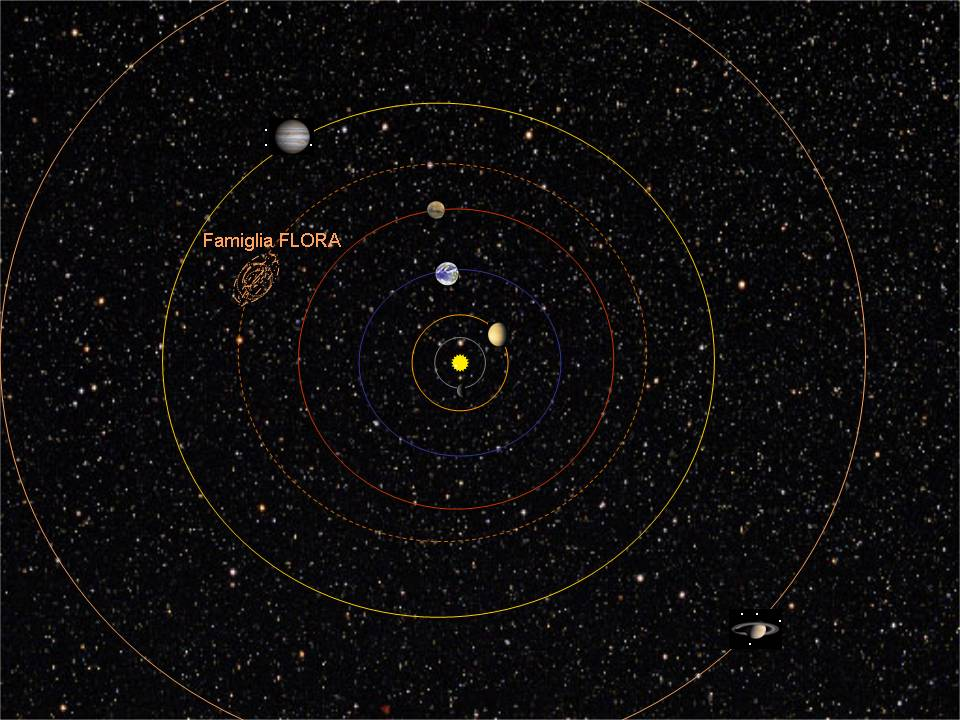
Розташування та структура сім'ї Флори

Сім'я́ Флори — це велика група силікатних астероїдів спектрального типу S у внутрішній частині головного поясу.
Через те, що межі сім'ї дуже розмиті, довгий час вважалося, що розташована на периферії цієї сім'ї група астероїдів Аріадни є самостійною сім'єю, проте, завдяки більш ретельному спектральному аналізу (Zappala 1995), вона була визнана частиною сім'ї Флори.
Як і деякі інші астероїдні сім'ї, що утворилися внаслідок катастрофічного зіткнення батьківського тіла з іншим великим астероїдом, цю сім'ю іноді називають сім'єю Хіраями, на честь японського астронома Хіраями, який став першовідкривачем перших астероїдних сімей цього типу.
Цілком можливо, що саме ця сім'я була джерелом метеорита, що впав на Землю 65 млн років тому і спричинив наймасовіше вимирання, під час якого на планеті зникли майже всі великі тварини, серед них і динозаври.

## Характеристики

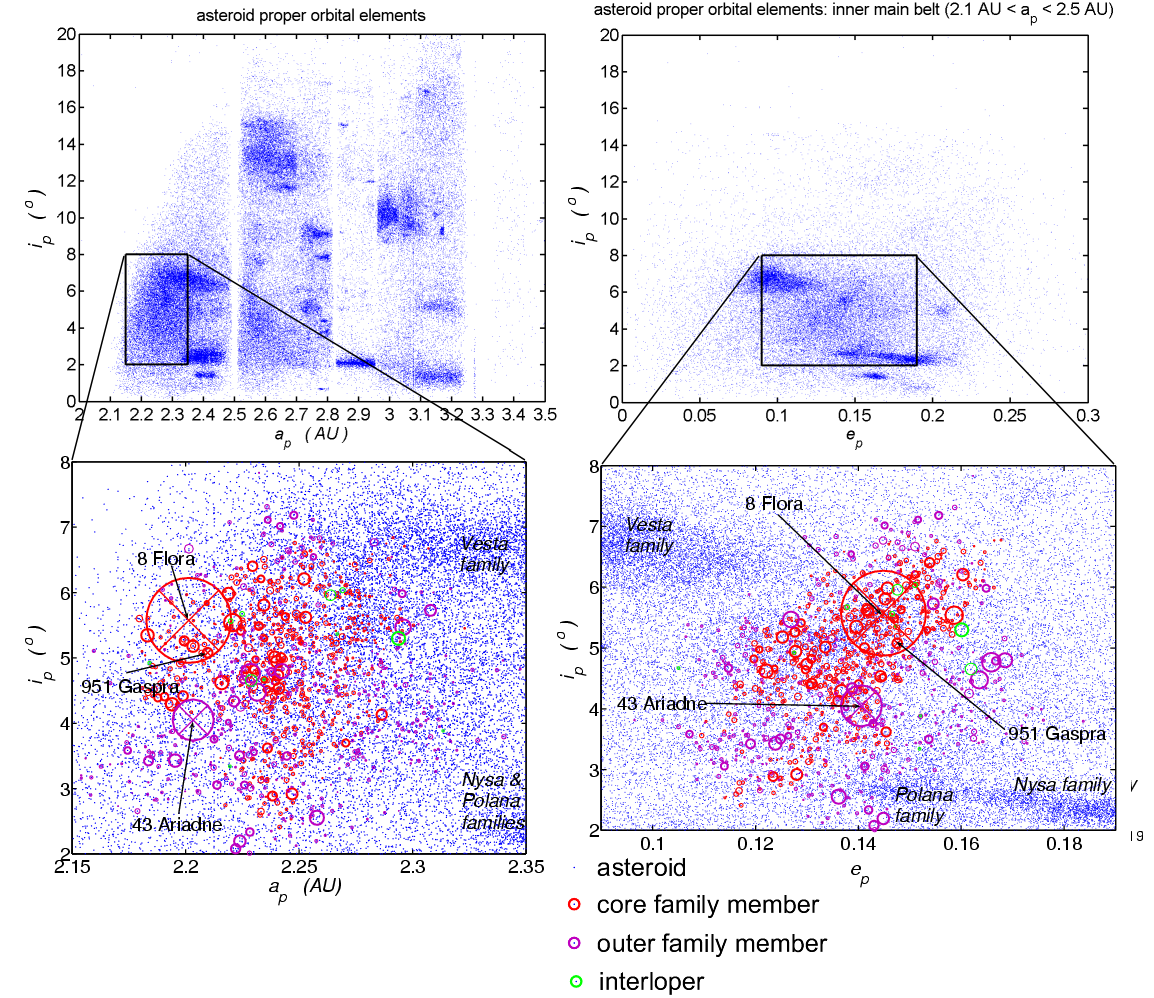
Розташування та структура сім'ї Флори:
- ліворуч: нахил орбіти від великої півосі
- праворуч: нахил орбіти від ексцентриситету
Крапки на малюнку є розподілом щільності астероїдів, а виділена частина - сім'я Флори

Сім'я названа на честь свого найбільшого представника астероїда (8) Флора діаметром 140 км. Сім'я утворилася внаслідок зіткнення з батьківським тілом іншого великого астероїда, який вибив з нього велику кількість фрагментів, що стали самостійними астероїдами і разом з Флорою утворили сім'ю астероїдів. При цьому батьківське тіло, швидше за все, було повністю зруйноване, а сама Флора є лише найбільшим фрагментом цього тіла, яка зосередила в собі 80 % маси всієї астероїдної сім'ї. Другим за розміром членом сім'ї є астероїд (43) Аріадна, яка містить у собі майже половину решти маси сім'ї, приблизно 9 %. Інші астероїди разом становлять 11 %, а кожен з них не перевищує в діаметрі 30 км.
Значна частина фрагментів, утворених під час руйнації батьківського тіла, нині вже входить у склад сім'ї. Зокрема, підраховано, що хоча Флора і містить 80 % маси сім'ї, але це лише 57 % маси всього батьківського тіла (Tanga 1999). Ймовірно, це сталося внаслідок вторинних зіткнень між фрагментами, через що частина з них була викинута за межі орбіт сім'ї.
Межі сім'ї дуже розмиті. Астероїди досягають максимальної концентрації в центрі сім'ї, а на великих відстанях від центру губляться на тлі інших астероїдів головного поясу, концентрація яких у цій частині поясу особливо висока, що ще більше ускладнює завдання визначення меж сім'ї. Є певні неоднорідності у розподілі астероїдів і всередині сім'ї, що може бути результатом вторинних зіткнень. Крім того, дуже цікаво, що найбільші астероїди сім'ї (Флора і Аріадна) знаходяться на межі сім'ї.
Одним з найбільш вивчених астероїдів головного поясу і найвідомішим серед астероїдів сім'ї Флори є астероїд (951) Гаспра (названий на честь українського курортного містечка), поблизу якого, на своєму шляху до Юпітера, пролетів міжпланетний дослідницький апарат Галілео. Результати досліджень щільності кратерів на поверхні астероїда показують, що це за астрономічними мірками дуже молода сім'я, що виникла приблизно 200 млн років тому. Судячи з високої концентрації олівіну в складі поверхні Гаспри, у батьківському тілі, з якого вона утворилася, до його руйнування відбулась часткова диференціація надр (Veverka 1994).
Астероїди сім'ї Флори вважаються дуже ймовірними кандидатами в джерела хондритів типу L (Nesvorny 2002), які дуже поширені і становлять близько 38 % усіх знайдених на Землі метеоритів. Це припущення обґрунтовується розташуванням сім'ї у досить нестійкій зоні {\displaystyle \nu _{6}}, далеко від стабільних резонансних орбіт, а також подібністю спектральних характеристик астероїдів Флори і знайдених метеоритів.

## Розташування та розмір
За даними чисельного статистичного аналізу (Zappala 1995) для основних членів, розташованих в центральній частині сім'ї, власні орбітальні елементи лежать у наступних діапазонах:
|     | ap        | ep    | ip    |
| --- | --------- | ----- | ----- |
| min | 2,17 а.о. | 0,109 | 2,4 ° |
| max | 2,33 а.о. | 0,168 | 6,9°  |

Однак, оскільки межі сім'ї досить розпливчасті, то для теперішньої астрономічної епохи діапазон оскулюючих орбітальних елементів для більшості астероїдів ширший і наведений у наступній таблиці:
|     | a          | e     | i     |
| --- | ---------- | ----- | ----- |
| min | 2,17 а. е. | 0,053 | 1,6 ° |
| max | 2,33 а. е. | 0,224 | 7,7°  |

Сім'я Флори є однією із найближчих до нас астероїдних сімей і до того ж складається з астероїдів світлого спектрального класу S, що мають високе альбедо і тому виявляються легше, ніж більшість астероїдів того ж розміру. Це дозволило сім'ї Флори стати однією з найчисленніших астероїдних сімей. У 1995 році чисельність астероїдів сім'ї становила 604 астероїди в основній і приблизно 1027 у ширшій групі, а за даними на 2005 рік серед 96 944 вивчених у рамках проєкту AstDys астероїдів виявили вже 7438 об'єктів, що лежать в області, що визначається даною таблицею. Однак ці області також частково захоплюють області, в яких розташовані астероїди сім'ї Вести та сім'ї Ніси. Тому вірогідніша кількість членів становить приблизно 4000–5000 астероїдів, тобто близько 5–6 % усіх відомих астероїдів головного поясу.

## Найбільші астероїди сім'ї Флори
| Ім'я           | Діаметр     | Велика піввісь | Нахил орбіти | Ексцентриситет орбіти | Рік відкриття |
| -------------- | ----------- | -------------- | ------------ | --------------------- | ------------- |
| 8 Флора        | 135,89 км   | 2,201 а.о.     | 5,889 °      | 0,157                 | 1847          |
| 43 Аріадна     | 95×60×50 км | 2,204 а.о.     | 3,464°       | 0,168                 | 1857          |
| 244 Зіта       | 10,95 км    | 2,175 а.о.     | 2,844°       | 0,137                 | 1884          |
| 281 Лукреція   | 11,76 км    | 2,187 а.о.     | 5,304°       | 0,132                 | 1888          |
| 291 Аліса      | 14,97 км    | 2,223 а.о.     | 1,854°       | 0,092                 | 1890          |
| 315 Констанція | 5 - 12 км   | 2,242 а.о.     | 2,427°       | 0,167                 | 1891          |
| 341 Каліфорнія | 14,67 км    | 2,199 а.о.     | 5,669°       | 0,194                 | 1892          |
| 352 Ґізела     | 20,27 км    | 2,194 а.о.     | 3,380°       | 0,149                 | 1893          |
| 364 Ізара      | 27,99 км    | 2,220 а.о.     | 6,005°       | 0,150                 | 1893          |
| 453 Тея        | 20,93 км    | 2,183 а.о.     | 5,557 °      | 0,109                 | 1900          |
| 951 Гаспра     | 12,2 км     | 2,210 а.о.     | 4,101°       | 0,173                 | 1916          |
| 428 Монахія    | 17,65 км    | 2,308 а.о.     | 6,197 °      | 0,178                 | 1897          |

## Винятки
Через високу концентрацію астероїдів у цій частині пояса логічно очікувати, що серед астероїдів сім'я існує велика кількість астероїдів, що не входять до нього, але рухаються подібними орбітами. Однак на цей час вдалося виявити лише деякі з них. Це пояснюється тим, що астероїди сім'ї Флори належать до спектрального класу, який домінує серед інших астероїдів цієї частини головного поясу. Ось деякі з таких винятків:
| - (298) Баптистина - (422) Беролина - (2093) Геническ - (2259) Софиевка крупнейший из них (диаметр 21 км) | - (2952) Лиллипутия - (3533) Тойота - (3850) Пельтье - (3875) Сталь | - (4278) Гарвей - (4396) Грессманн - (4750) Мукаи |  |